# Melaleuca linariifolia
Espèce
Classification phylogénétique
Melaleuca linariifolia, le Melaleuque à feuilles linéaires, est une espèce de plantes à fleurs de la famille des Myrtaceae. C'est un arbre originaire de l'est de l'Australie.
On le trouve dans les landes et forêts sclérophylles sèches, le plus souvent près des cours d'eau ou des mares.
Il mesure 5 à 10 m de haut et 3 à 6 m de diamètre. Il se couvre de fleurs parfumées blanches en début d'été et a une écorce mince comme du papier blanc crémeux. La floraison peut être profuse, couvrant l'arbre de blanc ce qui lui vaut son nom local de Snow-in-Summer.
Il tolère à la fois les sols secs et marécageux et résiste au gel.
C'est un excellent coupe-vue ou brise-vent. Il attire une grande variété d'insectes et d'oiseaux.

## Galerie

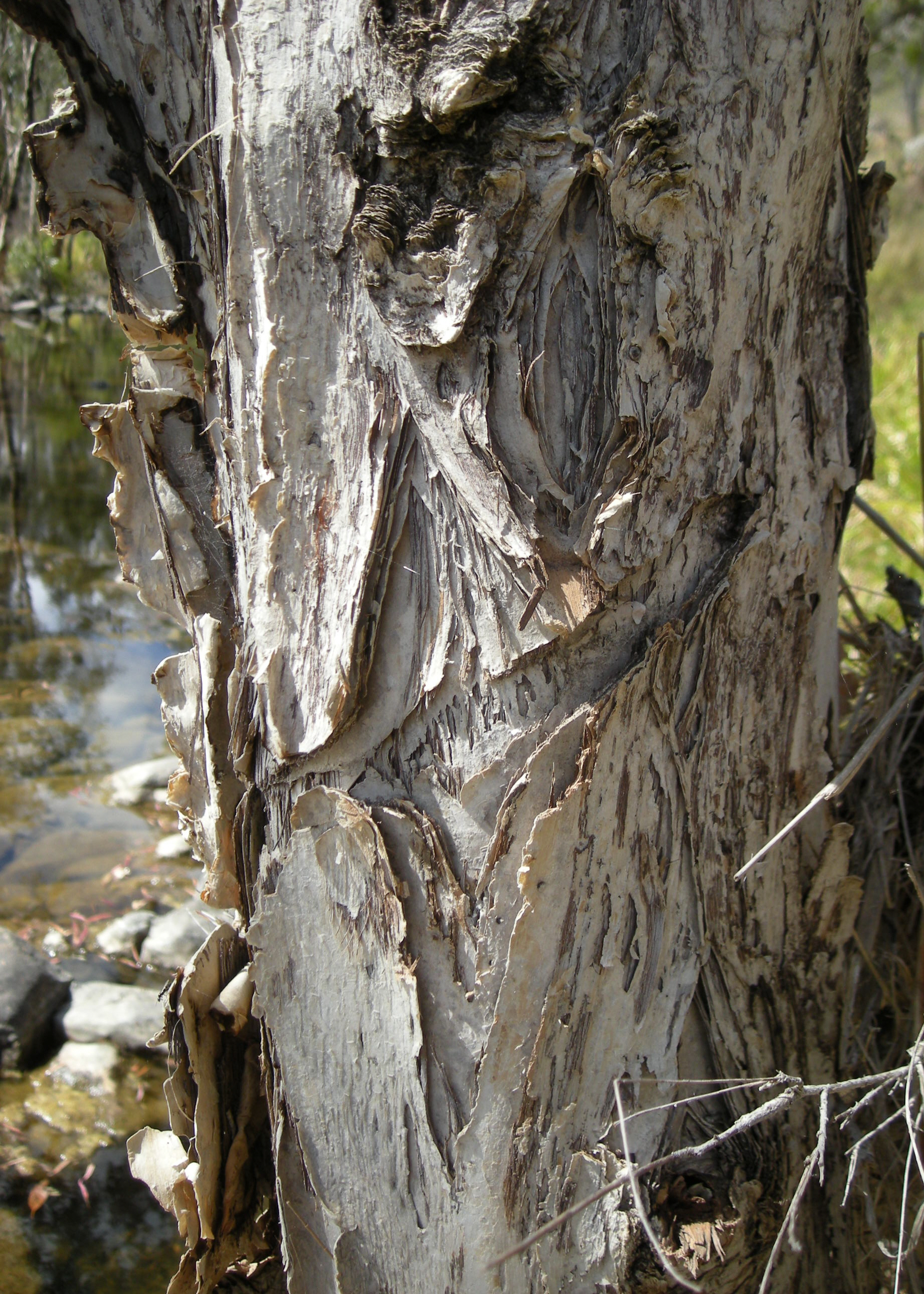
écorce.
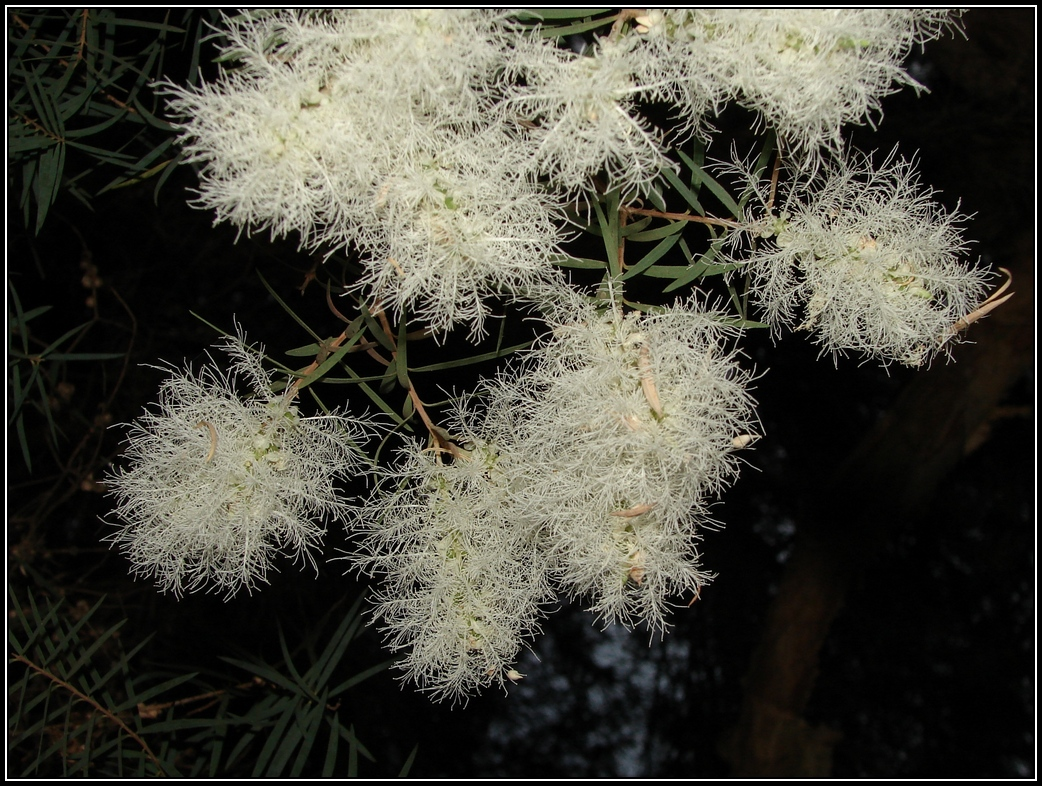
fleurs.